# Seppun
Singles de Mika Nakashima
Love Addict
(2003) Find the Way
(2003)
Seppun est le 8e single de Mika Nakashima sorti sous le label Sony Music Associated Records le 25 juin 2003 au Japon. Il atteint la 4e place du classement de l'Oricon pour un total de 38 429 exemplaires vendus.
Seppun se trouve sur l'album Love.

## Liste des titres
Toutes les paroles sont écrites par Takao Tajima.
| 1. | Seppun (接吻)                               | Takao Tajima | 6:02 |
| 2. | Seppun (Yard Style Mix) (接吻)              | Takao Tajima | 5:39 |
| 3. | Seppun (Dennis Bovell Lovers Dub #2) (接吻) | Takao Tajima | 6:03 |
| 4. | Seppun (Instrumental) (接吻)                | Takao Tajima | 6:00 |

Vinyl
| 1. | Seppun (接吻)                  | Takao Tajima | 6:02 |
| 2. | Seppun (Yard Style Mix) (接吻) | Takao Tajima | 5:39 |

| 1. | Seppun (Dennis Bovell Lovers Dub #1) (接吻) | Takao Tajima | 6:03 |
| 2. | Seppun (Instrumental) (接吻)                | Takao Tajima | 6:00 |